# Димко Кочовски
Димко Илиев Кочовски е български революционер, прилепски селски войвода на Вътрешната македоно-одринска революционна организация.

## Биография
Димко Кочовски е роден в прилепското село Плетвар, тогава в Османската империя. Присъединява се към ВМОРО, става войвода и ръководител на революционния комитет на организацията в родното си село. На 6 май 1907 година в Кърстец е убит заедно с жена си и петгодишното си дете от сърбоманския войвода Григор Соколов.